# Éder Lima (futsalista)
Eder Fermino Lima, znany jako Eder Lima (ur. 29 czerwca 1984 w São Paulo) – rosyjski futsalista pochodzenia brazylijskiego. Na co dzień występujący w rosyjskiej drużynie futsalowej Gazprom UGRA.